# Buurtspoorwegen van de provincie Henegouwen
De groep Buurtspoorwegen van de provincie Henegouwen in België was een onderdeel van de Nationale Maatschappij van Buurtspoorwegen. Het is het grootste en drukste provinciaal tramnetwerk geweest van België. De NMVB was georganiseerd in regionale groepen die een grote zelfstandigheid en eigen beleid hadden. De Henegouwse groep was verdeeld in vier subgroepen die zeer zelfstandig waren. Door de ontwikkeling van aan elkaar gekoppelde elektrische tramnetten met doorgaande diensten zijn de subgroepen Borinage, Centre en Charleroi de tramlijnen gezamenlijk gaan exploiteren en hebben ze een gemeenschappelijke lijnnummering ingevoerd voor heel de streek. De subgroep van Doornik die maar een niet-elektrische verbindingslijn met de rest van Henegouwen had, is grotendeels zelfstandig gebleven.
Oorspronkelijk waren bijna alle lijnen in de provincie geëxploiteerd door pachters die hun eigen lijnen, stelplaats en organisatie hadden. De NMVB heeft bij de overname van de concessies de pachterorganisatie meestal niet veranderd.

## Groep Doornik

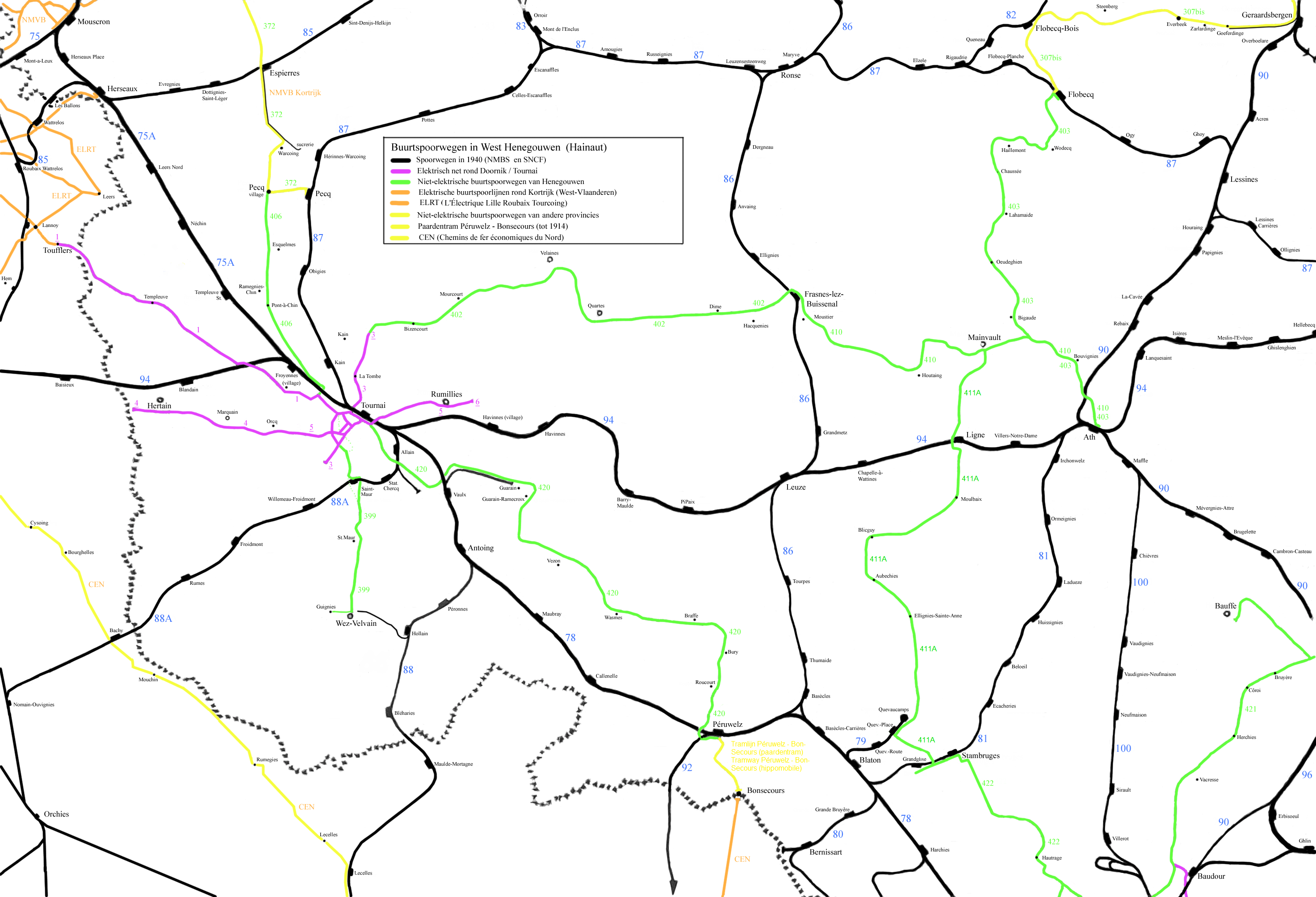
Buurtspoorwegen van het westen van de provincie Henegouwen, stand 1940 voor de lijnen en de spoorwegen

### Tramnet van Doornik
Elektrisch:

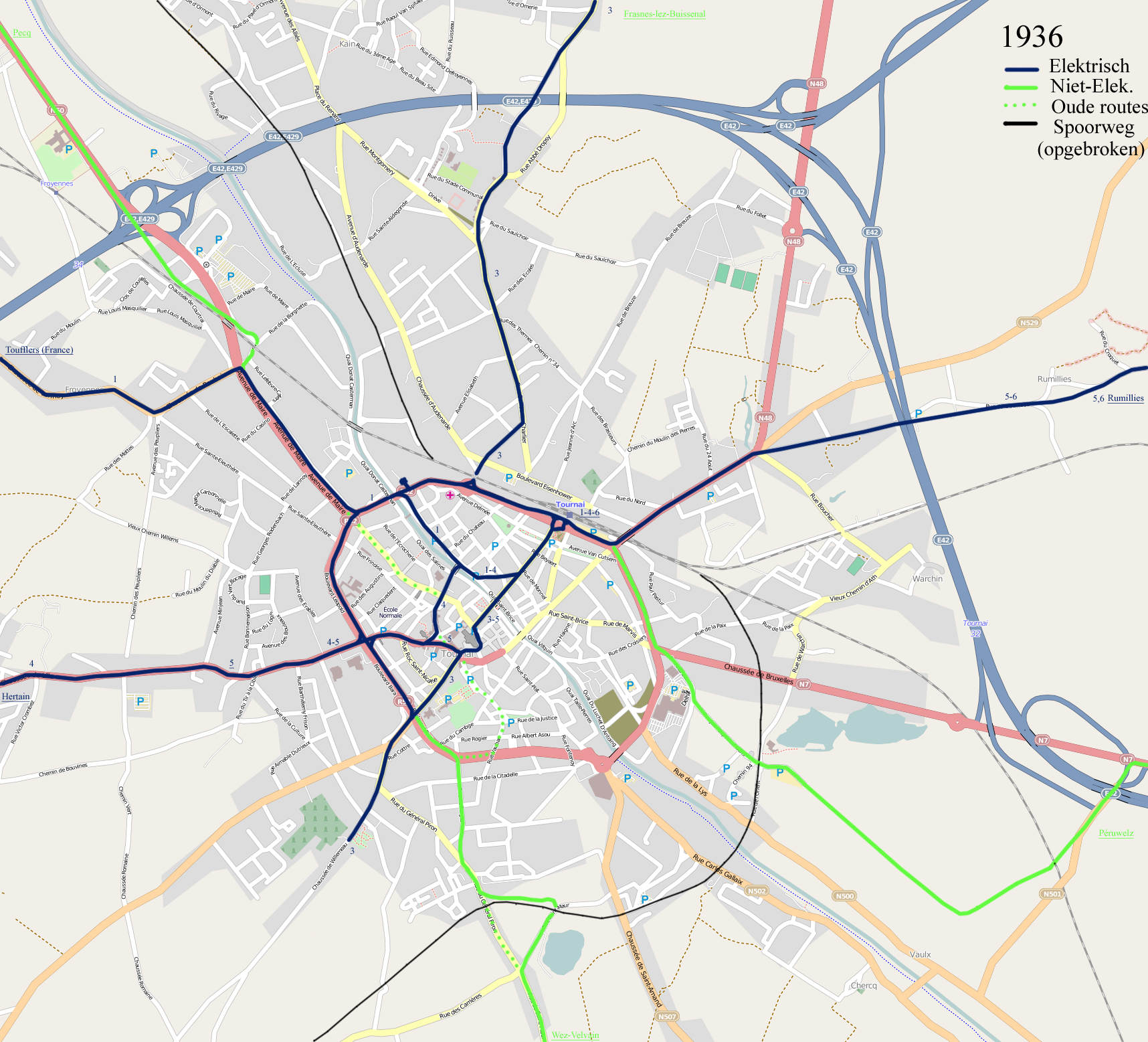
Spoorwegen en tramlijnen in en rond Doornik in 1936

(lijnnummers uit het spoorboek of stadslijn nummers)

( ) = Gemeenschappelijk met andere lijnen.
- 1 Doornik (spoorstation, Pont de Fer, Rond Point, Faubourg de Maire) – Froyennes (Sénateur, Fontaine St-Eloi, dorp, Mont-garni) – Blandain (Maison Blanche) – Templeuve – Néchin (La Festingue) – Toufflers (Frankrijk). Vandaar aansluiting op het Franse ELRT (Lille/Roubaix/Tourcoing) tramnet.
- 3 Doornik (Zuid Kerkhof, kathedraal, spoorstation, viaduct) – La Tombe – Kain (Trinité). Vandaar aansluiting op lijn 402 naar Frasnes-lez-Buissenal.
- 4 Doornik (spoorstation, Pont de Fer, Rond Point, Grande Place, Tir National) – Orcq – Marquain – Lamain – Hertain (grens Frankrijk)
- 5/6 Doornik (Tir National, Grande Place, kathedraal, spoorstation) – Rumillies (Feuille Verte, Terminus)

Niet elektrisch:
- 406 (Doornik (spoorstation, viaduct, Rond Point, Faubourg de Maire) – Froyennes (Route) – Pont-à-Chin – Ramegnies-Chin – Esquelmes – Pecq (dorp). Vandaar aansluiting met de West-Vlaamse lijn 372 naar Kortrijk
- 399 Doornik (ringlijn: spoorstation, viaduct, Rond Point, Porte de Lille) – Saint-Maur – Wez-Velvain. Van Wez-Velvain was er een particuliere aansluiting naar Guignies.[2]

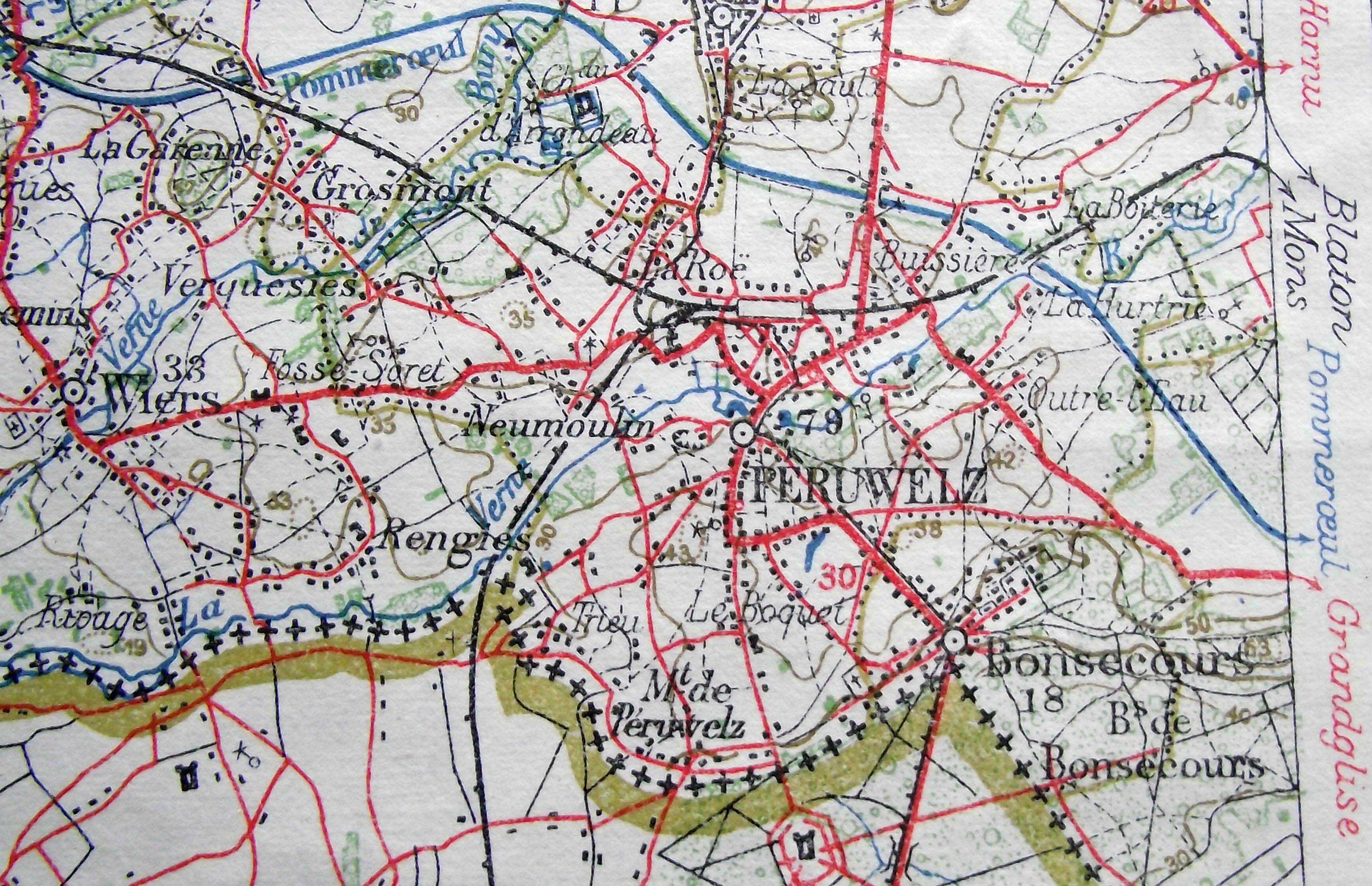
Spoorwegen en tramlijnen rond Péruwelz. Tramlijn 420 eindigt aan de zuidkant van het spoorstation en geeft aansluiting op de paardentram tot 1914.

- 420 Doornik (spoorstation, Brusselse steenweg) – Vaulx – Gaurain-Ramecroix – Vezon – Wasmes – Briffoeil – Braffe – Bury – Roucourt – Péruwelz. In Péruwelz was er aansluiting op de paardentram naar Bon-Secours.
- 402 (Doornik/station) – Kain (Trinité) – Bizencourt – Mourcourt – Velaines – Quartes – Dime – Forest – Montrœul-au-Bois – Hacquegnies – Frasnes-lez-Buissenal. In Kain aansluiting op elektrische tramlijn 3 naar Doornik.

### Geraardsbergen - Stambruges
- 410 Frasnes-lez-Buissenal – Moustier – Grandmetz – Houtaing – Villers-Saint-Amand – Mainvault – Bouvignies (jonction, station) – Aat
- 403 Aat – Bouvignies (station, jonction) – Mainvault (Laiterie)/ nu Bigaude – Œudeghien – Lahamaide – Haillemont – Wodeke – Vloesberg
- 307bis Vloesberg (dorp, Flobecq-Bois (spoorlijn 82)) – Everbeek – Zarlardinge – Goeferdinge – Geraardsbergen. Van Goeferinge naar Geraardsbergen was drierailig voor normaalspoor goederenvervoer. Deze lijn werd door de West-Vlaamse NMVB groep Kortrijk geëxploiteerd. (zie ook NMVB Oost-Vlaanderen lijn 370bis)
- 411 Mainvault – Villers-Saint-Amand – Ligne (station, suikerfabriek) – Moulbaix – Blicquy – Aubechies – Ellignies-Sainte-Anne – Quevaucamps – Grandglise – Stambruges. Vandaar aansluiting op de lijn 422 naar Saint-Ghislain. Grandglise was gelegen aan een zijtak en werd niet bediend door reizigerstrams.

## Groep Borinage & Bergen

### Elektrische lijnen in de Borinage

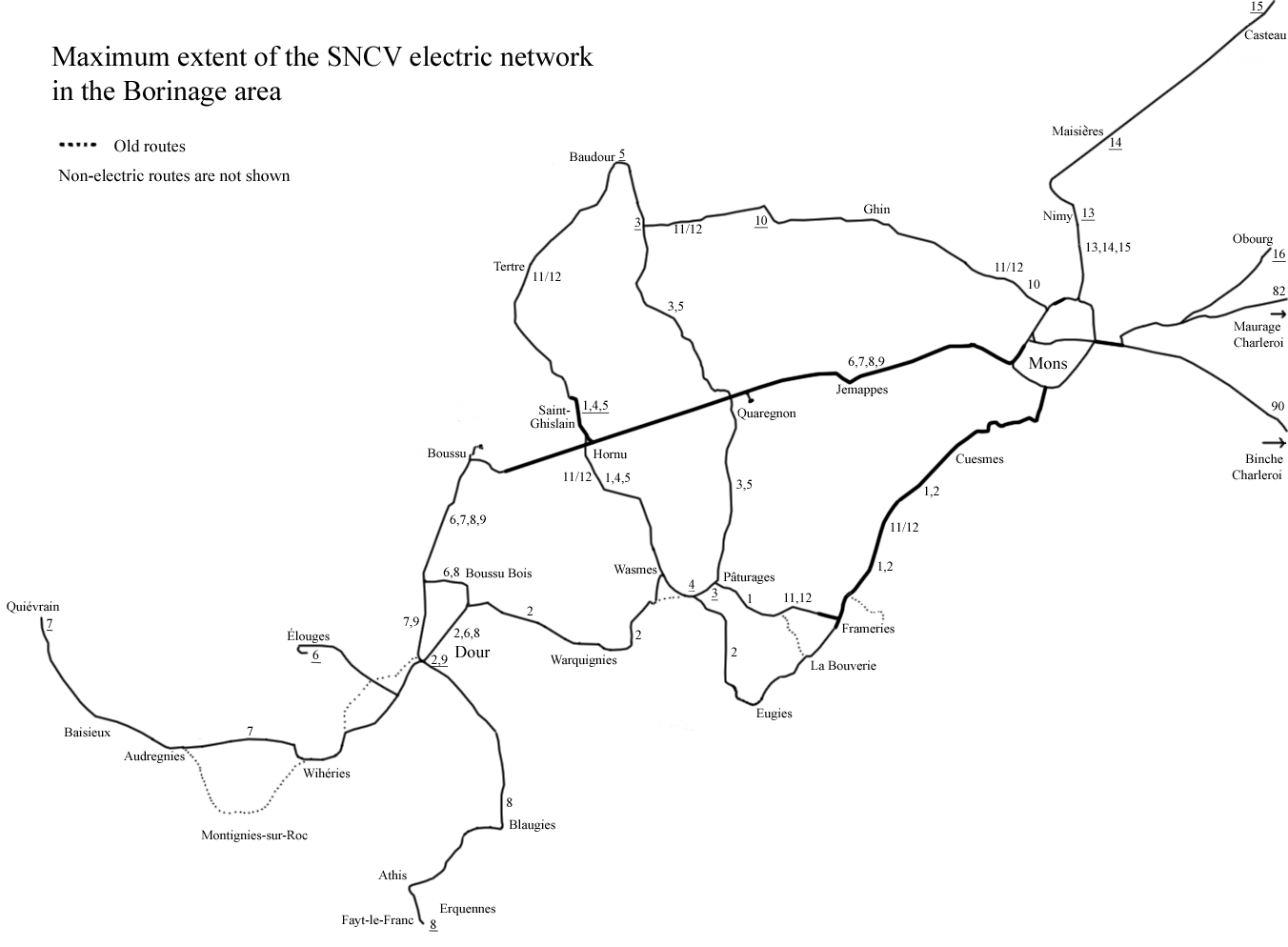
Maximale uitbreiding van het elektrisch tramnet in de Borinage.

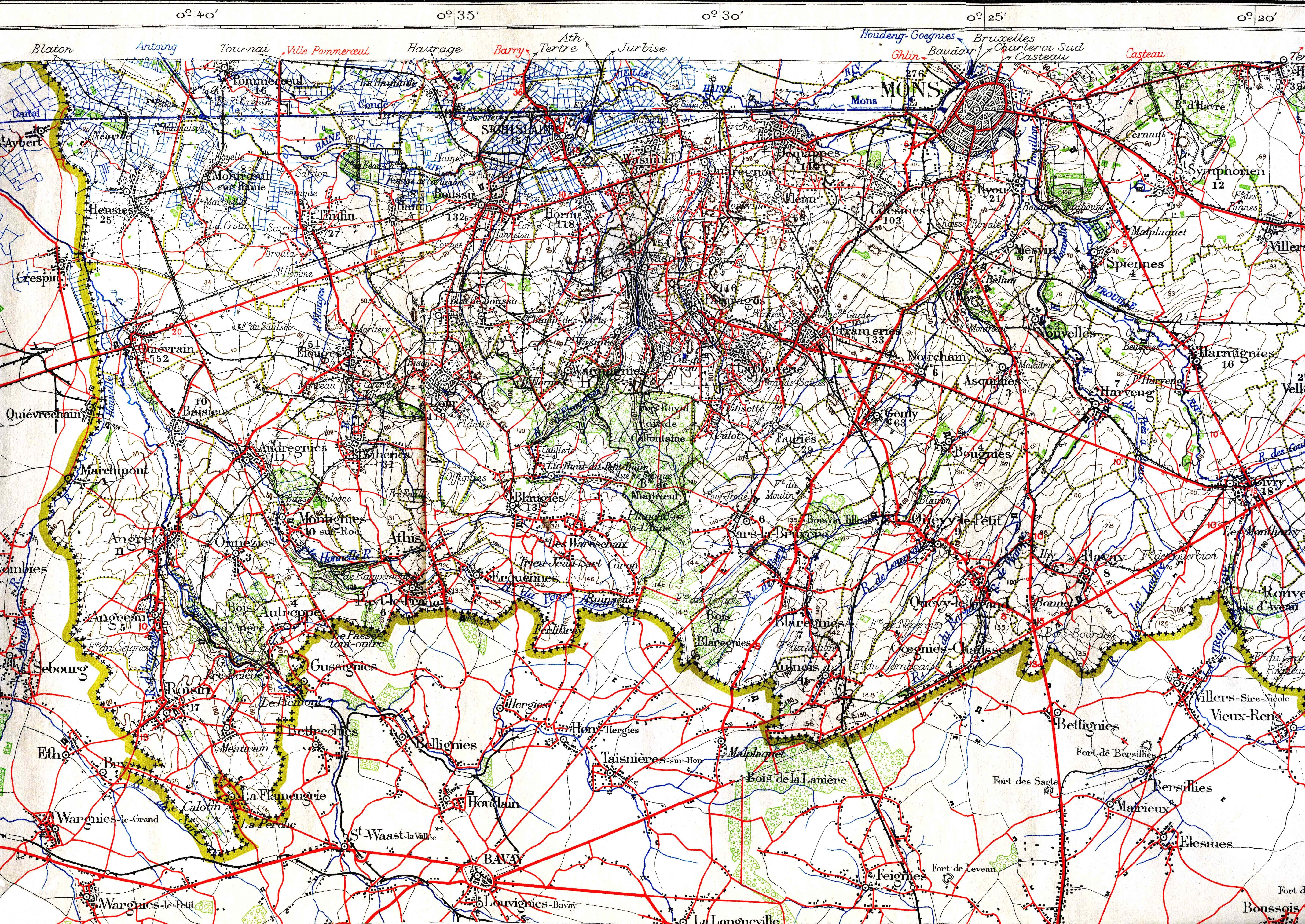
Spoorwegen en tramlijnen in de Borinage in 1933

De lijnnummering zoals in gebruik in 1954:
- 7 Bergen – Jemappes – Quaregnon – Hornu – Boussu – Boussu-Bois – Dour – Wihéries – Montignies-sur-Roc – Audregnies – Baisieux – Quiévrain (later kwam een rechtstreekse route Wihéries Audregnies)
- 6 Zijlijn: (Bergen – *** – Boussu-Bois) – Dour – Élouges
- 8 Zijlijn: (Bergen – *** – Boussu-Bois) – Dour – Blaugies – Athis – Erquennes – Fayt-le-Franc

(Tramlijnen 6 en 8 nemen een andere route tussen Boussu-Bois en Dour)

Het trajectdeel Bergen – Boussu was tot 29 april 1929 geen NMVB-tramlijn, maar was een elektrische tramlijn die uitgebaat was door de Belgische staatsspoorwegen. Hoewel het een metersporige tramlijn was, waren er geen aansluitingen met de buurtspoorlijnen en reed men met eigen materieel.
- 2 Bergen – Cuesmes – Frameries – Eugies – Wasmes – Hornu – Boussu-Bois – Dour (Tussen Boussu-Bois en Dour een deel van de route tramlijnen 6 en 8)
- 11 Ringlijn in wijzerzin: (Bergen – **route lijn 2** – Frameries) – Pâturages – Wasmes – Hornu – Saint-Ghislain – Tertre – Station Tertre – Baudour – Station Baudour – Douvrain – Ghlin – Bergen. (In tegenwijzerzin: lijn 12)
- 3 Pâturages – Monsville – Quaregnon – Quaregnon-Wasmuel – Douvrain
- 15 Bergen – Nimy – Maisières – Casteau (dorp, stelplaats). In Casteau is er aansluiting op de niet-elektrische lijn 15A naar Bracquegnies (zie Centre hoofdstuk) en met de lijn 392 (zie Edingen - Zinnik - Baudour - Casteau hoofdstuk) naar Neufvilles en verder. (Tijdens de oorlogen hebben er expres trams naar Brussel gereden)
- 16 Bergen – (Station, Grand Place, Place de Flandres, Carrefour St.Fiacre, La Sablonnière) – Obourg station. Dit is een zijlijn die in "La Sablonnière" aftakt van de hoofdlijn 82.

Er zijn twee doorgaande lijnen naar Charleroi: (Deze worden in het Centre hoofdstuk behandeld)
- 82 Bergen (route lijn 16 tot La Sablonnière) – La Clé du Bois – Havré (kasteel, plaats, station) – Boussoit – Maurage – Bracquegnies – La Louvière – Courcelles – Marchienne-au-Pont – Charleroi. De exploitatiegrens van de Borinage groep was bij Maurage. Zie het Centre hoofdstuk voor meer gegevens over het traject lijn 80: Maurage – Charleroi. Deze lijn was de langste tramlijn in Henegouwen maar had veel meer omwegen dan de meer gestrekte lijn 90 die dezelfde eindpunten had.
- 90 Bergen (Station, Grand Place, Place de Flandres, Carrefour St.Fiacre) – Saint-Symphorien – Villers-Saint-Ghislain – Bray – Waudrez – Binche – Charleroi. De exploitatiegrens van de Borinage groep was bij Binche. Zie het Centre hoofdstuk voor meer gegevens over het traject Binche – Charleroi. De verbinding tussen Saint-Symphorien en Bray was pas in 1923 niet-elektrisch geopend (de verbinding was dan via Péronnes, de latere lijn 38). Op 15 februari 1931 was de rechtstreekse elektrische verbinding Bray - Binche geopend en ontstond een van de langste elektrische tramlijnen in België.

Alle lijnen vertrokken in Bergen vanaf het station. Er was een ringlijn rond de stad met eenrichtingsverkeer (tegenwijzerzin) en een route door het hart van de stad (eenrichtingsverkeer naar het station). Andere gebruikte lijnnummers en routes:
- 1: Bergen – **lijn 2** – Frameries – **lijn 11** – Saint-Ghislain
- 4: Wasmes – Saint-Ghislain (deeltraject lijn 11)
- 5: Baudour – **lijn 3** – Pâturages – **lijn 11** – Saint-Ghislain
- 9: Bergen – Dour (deeltraject lijn 7)
- 10: Bergen – Ghlin (deeltraject lijn 11)
- 13: Bergen - Nimy (deeltraject lijn 15)
- 14: Bergen - Maisières (deeltraject lijn 15)
- N: Pâturages - Frameries (deeltraject lijn 11)

De lijnen Bergen - Frameries - Eugies - Wasmes - Pâturages - Saint-Ghislain - Quaregnon waren tot 1921 met wisselspanning geëlektrificeerd met een dubbele trolleybovenleiding.

### Niet-elektrische lijnen in de Borinage

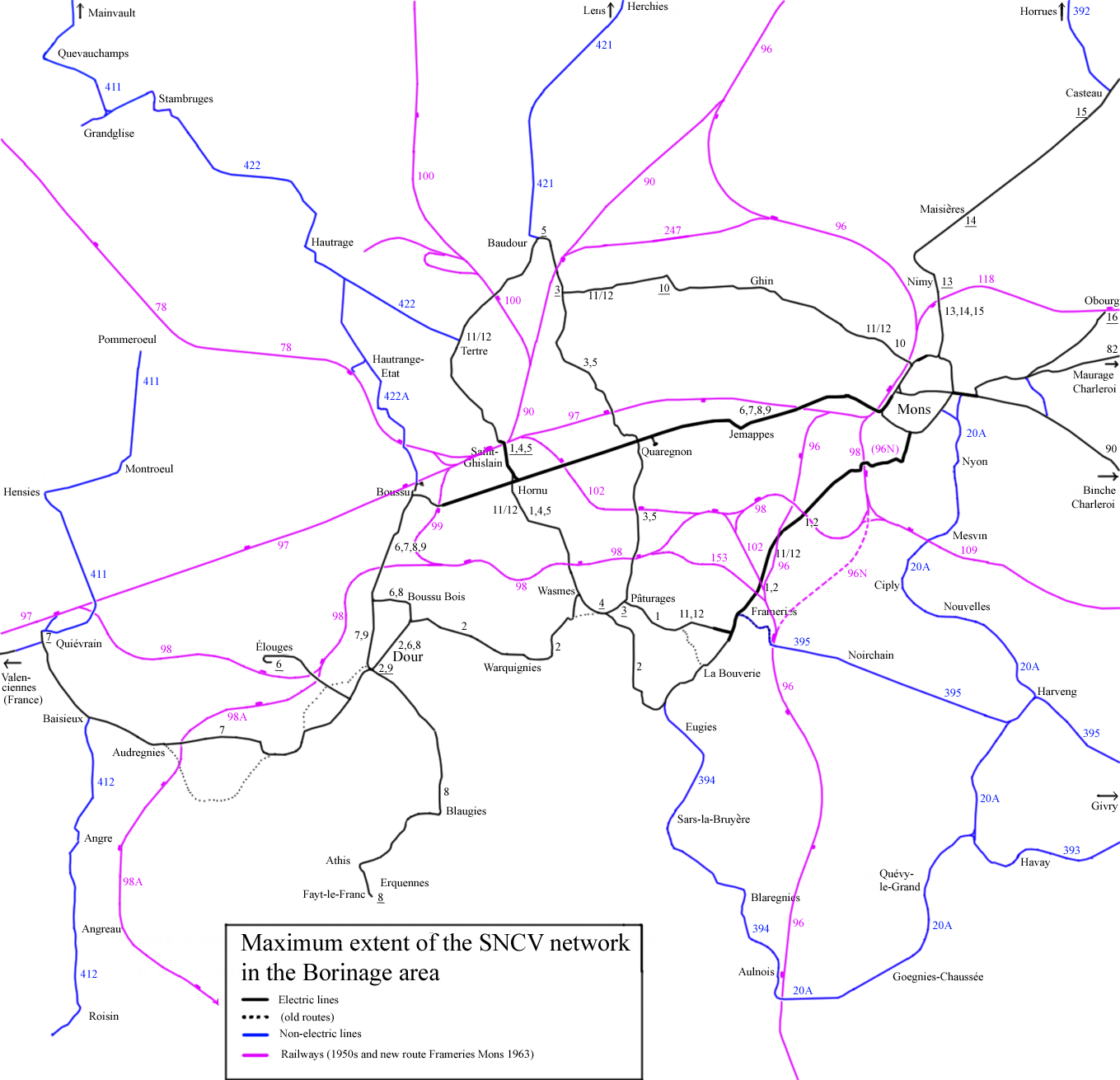
Maximale uitbreiding van het tramnet in de Borinage.

- 411 Quiévrain – Hensies – Montrœul-sur-Haine – Pommerœul. De lijn van Montrœul-sur-Haine tot Pommerœul is in 1930 gesloten. De brug over het Kanaal Bergen-Condé werd gesloopt, maar werd vervangen door een goederen aansluiting langs het kanaal.[4][5] (Het kanaal is nu gedempt en in de plaats daarvan is er een snelweg)

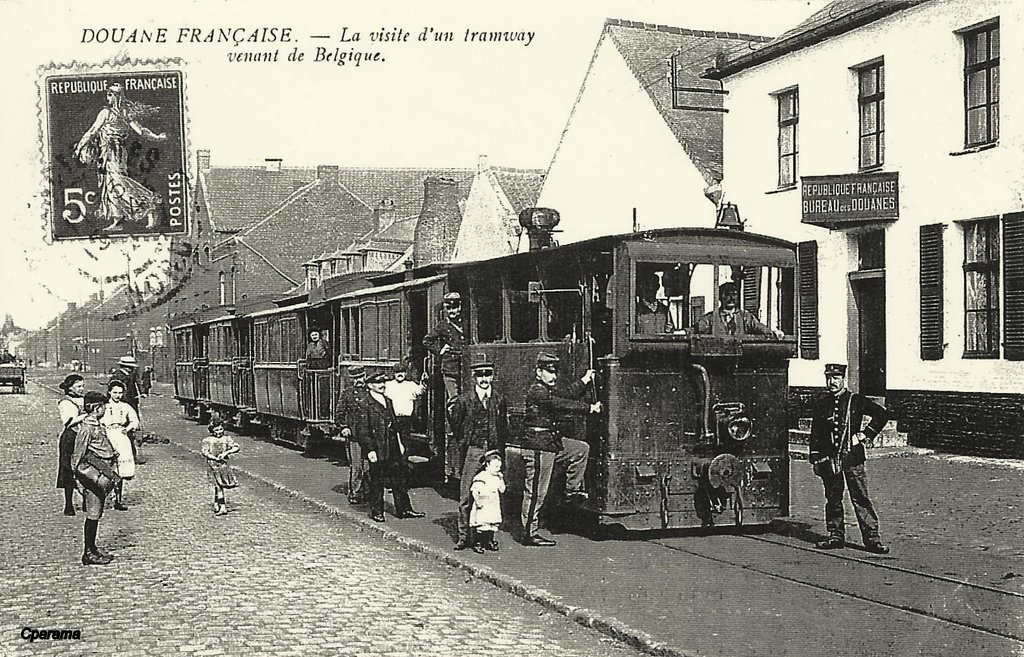
Doorgaande tram aan de Franse grens bij Blanc-Misseron

- De lijn van de Franse grens Blanc-Misseron tot Quiévrain station is aangelegd in 1890 en geëlektrificeerd in februari 1914. Dit maakte deel van het metersporig tramnet rond Valenciennes en kende doorgaande diensten. Het grenstraject is gesloten in september 1939.
- 412 (Quiévrain – Baisieux) – Angre – Angreau - Roisin. (Quiévrain – Baisieux is gemeenschappelijk met de elektrische tramlijn 7). De verbinding van Quiévrain met Dour en de rest van het tramnet is pas in 1949 aangelegd.

De lijnen 411, 412 en 411 (van de groep Doornik) zijn deeltrajecten uit van het nooit afgebouwde kapitaal 162, De Noord-Zuid lijn Mainvault - Grandglise - Pommerœul - Quiévrain - Roisin.
- 422 Stambruges – Hautrage – (Tertre – Saint-Ghislain)
- 422A Hautrage – station Boussu-Haine – Boussu. Deze lijn werd alleen door goederentrams gebruikt en had nog een aansluiting naar station Hautrage.
- 394 Eugies – Sars-la-Bruyère – Rieu-de-Bury – Blaregnies – Aulnois
- 395 Frameries – Station Frameries – Noirchain – halte Asquillies-Bougnies – Harveng – Givry – Estinnes – Estinnes-au-Mont. In Estinnes-au-Mont was er aansluiting op de elektrische tramlijn 38 naar La Louvière. Het traject van Frameries tot het station was oorspronkelijk elektrisch aangelegd met wisselspanning, maar de bovenleiding is met de heraanleg na de Eerste Wereldoorlog verwijderd.
- 20A Bergen – Hyon – Mesvin – Ciply – Nouvelles – Harveng – Quévy-le-Grand - Gœgnies-Chaussée – Quévy – Aulnois (Station Quévy). (20A was het lijnnummer in gebruik in 1954 door de autorails)
- 393 Quévy-le-Grand – Havay – Givry.

### Edingen - Zinnik - Baudour - Casteau
- 405 Edingen (station, spoorstation ) – Hoves – Graty – Thoricourt (Noir-Jambon, aansluiting) – Masy – Neusart – Horrues (Ardois, station) – Zinnik (stelplaats, spoorstation, carrières). In Edingen was er een aansluiting op de Brabantse lijn 291 naar Leerbeek en Brussel. routes Edingen - Zinnik - Lens
- 405A Noir-Jambon – Thoricourt(dorp) – Lombise – Cambron-Saint-Vincent – Lens
- 421 Bauffe – Lens – Bruyère – Côroi – Herchies – Vacresse – (Baudour – Tertre – Saint-Ghislain, zie elektrische lijn 11)
- 392 Horrues (Ardoisier) – Chaussée-Notre-Dame-Louvignies – Louvignies – Neufvilles (dorp, Bajenrieux, spoorstation) – Casteau. Verder als elektrische tramlijn 15 naar Bergen. Vanaf het dorp Neufvilles was er goederenaansluiting naar een steengroeve. De lijn vanaf het spoorwegstation tot de steengroeve was geschikt voor normaalsporige goederentreinen door het gebruik van vierrailig spoor. Deze normaalsporige verbinding is door de steengroeve gebruikt tot in 1972.

## Groep Centre

### Niet elektrisch

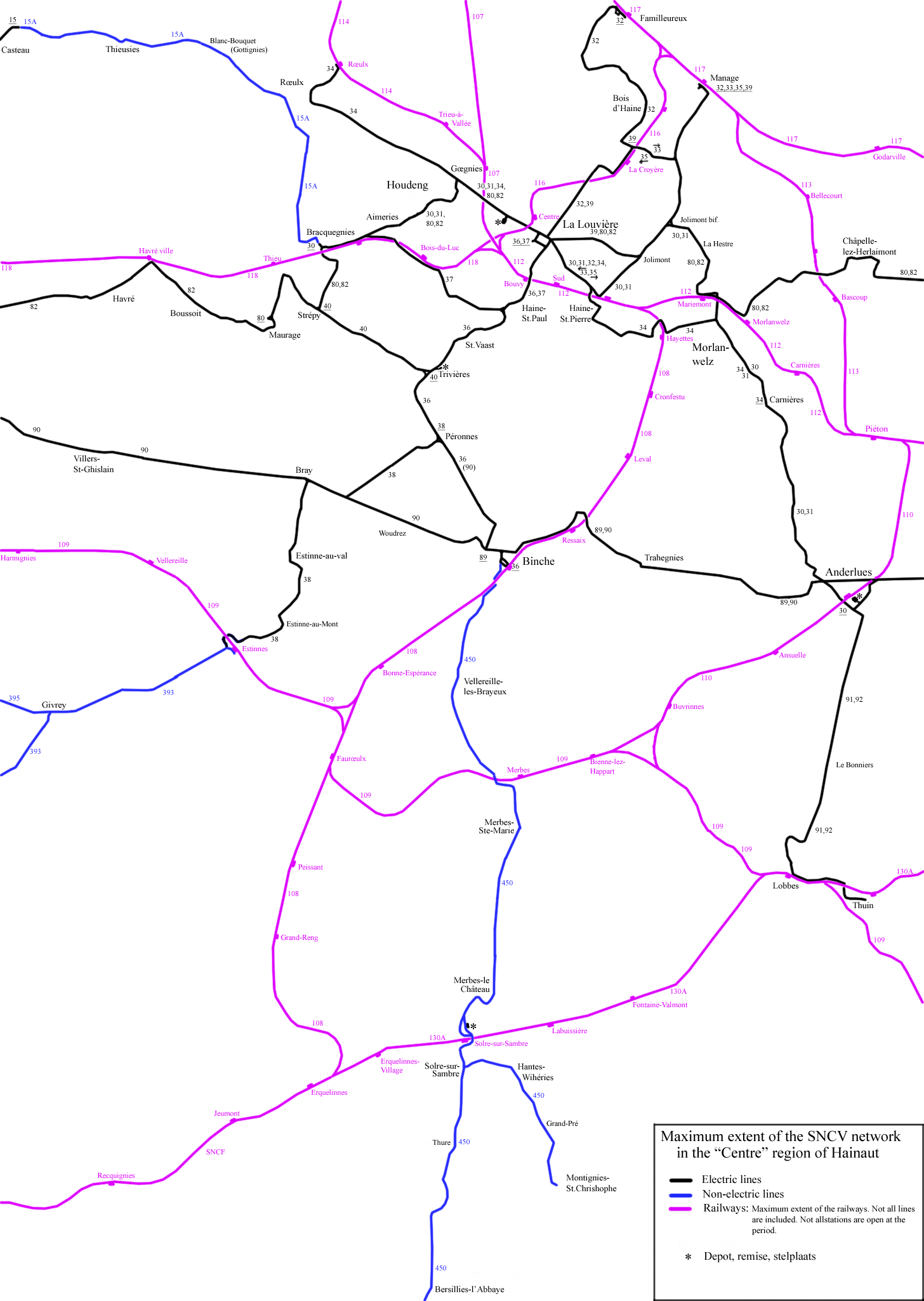
Maximale uitbreiding van de "Centre" tramnet in Henegouwen.

- 15A Bracquegnies (St.Anne) – Thieu – Roeulx – Gottignies (Blanc-Bouquet) – Thieusies – Casteau (stelplaats, dorp). In Casteau was er aansluiting op de elektrische Borinage tramlijn 15 naar Bergen. Er waren plannen om deze lijn te elektrificeren en zo een nieuwe elektrische verbinding tussen Bergen en La Louvière te creëren, maar verder dan de aanleg van een niet in gebruik genomen verbindingsspoor in Roeulx met de elektrische tramlijn 34 is men niet gekomen. Tussen Roeulx en Bracquegnies is het gebied onherkenbaar veranderd door de bouw van het Centrumkanaal. Daarbuiten zijn nog wel sporen te vinden van de vroegere tramlijn, zoals de nog bestaande stelplaats en een brug over de rivier L'Aubrecheuil. route 15A
- 450 Binche – Vellereille-les-Brayeux – Merbes-Sainte-Marie – Merbes-le-Château – Station Solre-sur-Sambre – Solre-sur-Sambre – Hantes-Wihéries – Grand-Pré – Montignies-Saint-Christophe / Solre-sur-Sambre – Thure – Bersillies-l'Abbaye  route 450

### Binche – La Louvière en zijlijnen
- 36 Binche (Station, Poste, Chap. St.Anne) – Péronnes – Trivières (Entrée du village, Origine,Dépot et station Trivières) – Saint-Vaast (Caissier, Station St.Vaast, Wazoir, St-Vaast - Bifurcation, Evitement) – La Louvière (Station Bouvy, rue de Bouvy, gazomètre (dichtbij Station). Behalve het traject binnen Binche naar het spoorstation is deze lijn, na de afschaffing van de doorgaande verbinding van tramlijn 90 naar Bergen, overgenomen door tramlijn 90. Voor de route zie route La Louvière - Binche. Tussen Péronnes en Trivières is een gedeelte van het baanvak een RAVeL wandel/fietsroute geworden.[6] Tussen Trivières en Bouvy station zijn de eigen baan-trajecten omgebouwd naar fiets/wandelroutes. Tussen Péronnes en Binche was het eigen baanvak overwoekerd en niet begaanbaar, maar nu is het ook fietspad.
- 38 Spoorstation Estinnes – Estinnes-au-Mont – Estinnes – Estinnes-au-Val – Bray – Péronnes. Voor de route zie Estinnes – Péronnes
- 40 Trivières – Strépy. Voor de route zie Route lijn 40

### Lijnen rond Anderlues
- 30 Anderlues (Jonction, Gare, Monument) – Carnières – Morlanwelz (dorp) – Mariemont kasteel – La Hestre – La Louvière (Jolimont, Houssu, station) – **lijn 80** – Bracquegnies (St.Anne). Voor de route zie route La Louvière - Anderlues Tramlijn 31 rijdt dezelfde route en gaat door tot Charleroi op de route van lijn 90. Lijn 30/31 zou gerenoveerd worden, maar is toch opgeheven in 1986. Het eindpunt Saint-Anne in Bracquegnies was tevens het beginpunt van de niet-elektrische tramlijn 15A naar Casteau.
- 91 Anderlues (jonction) – Lobbes – Thuin (ville Basse). Tramlijn 92 rijdt dezelfde route en gaat door tot Charleroi op de route van lijn 90. Het laatste gedeelte van de route, Lobbes-Thuin is nog in exploitatie door het trammuseum Asvi.
- 90 (Bergen – *** – Binche) – Ressaix – Leval-Trahegnies – Anderlues (monument) – Fontaine-l'Evêque – Morgnies – (Marchienne-au-Pont – *** – Charleroi). Voor de route zie route lijn 90 Tramlijn 90 nam in Anderlues de rechtstreekse route en stopte niet in Jonction. Deze lange lijn werd door twee exploitatiegroepen geëxploiteerd, de Borinage groep en de Centre groep. De grens tussen deze twee groepen lag in Binche. Vanaf Marchienne-au-Pont reed die over Charleroi groep tramlijnen. Na het opheffen van de lijn naar Bergen nam tramlijn 90 de route van tramlijn 36 over. Lijn 90 reed dan via Binche door naar La Louvière. Lijn 90 was de enige streeklijn in Henegouwen van de buurtspoorwegen die nog reed op het ogenblik van de opsplitsing van de buurtspoorwegen in 1991. Na het opheffen van de NMVB door de TEC heeft de TEC Charleroi de exploitatie van de overblijvende tramlijn tot Anderlues en de stelplaats aldaar overgenomen. De TEC Henegouwen had geen zin om nog trams te exploiteren en hief het overblijvende traject Anderlues – Binche – La Louvière op 29 augustus 1993 op, ondanks de recente vernieuwing van het baanvak. Van Charleroi tot Fontaine-l'Evêque is de oorspronkelijke route vervangen door de Métro léger de Charleroi met een nieuwe route. Alleen op het traject van Fontaine-l'Evêque tot Anderlues rijdt de tram nog op de oorspronkelijke buurtspoorwegroute, op enkelspoor naast de weg.

### Lijnen van La Louvière

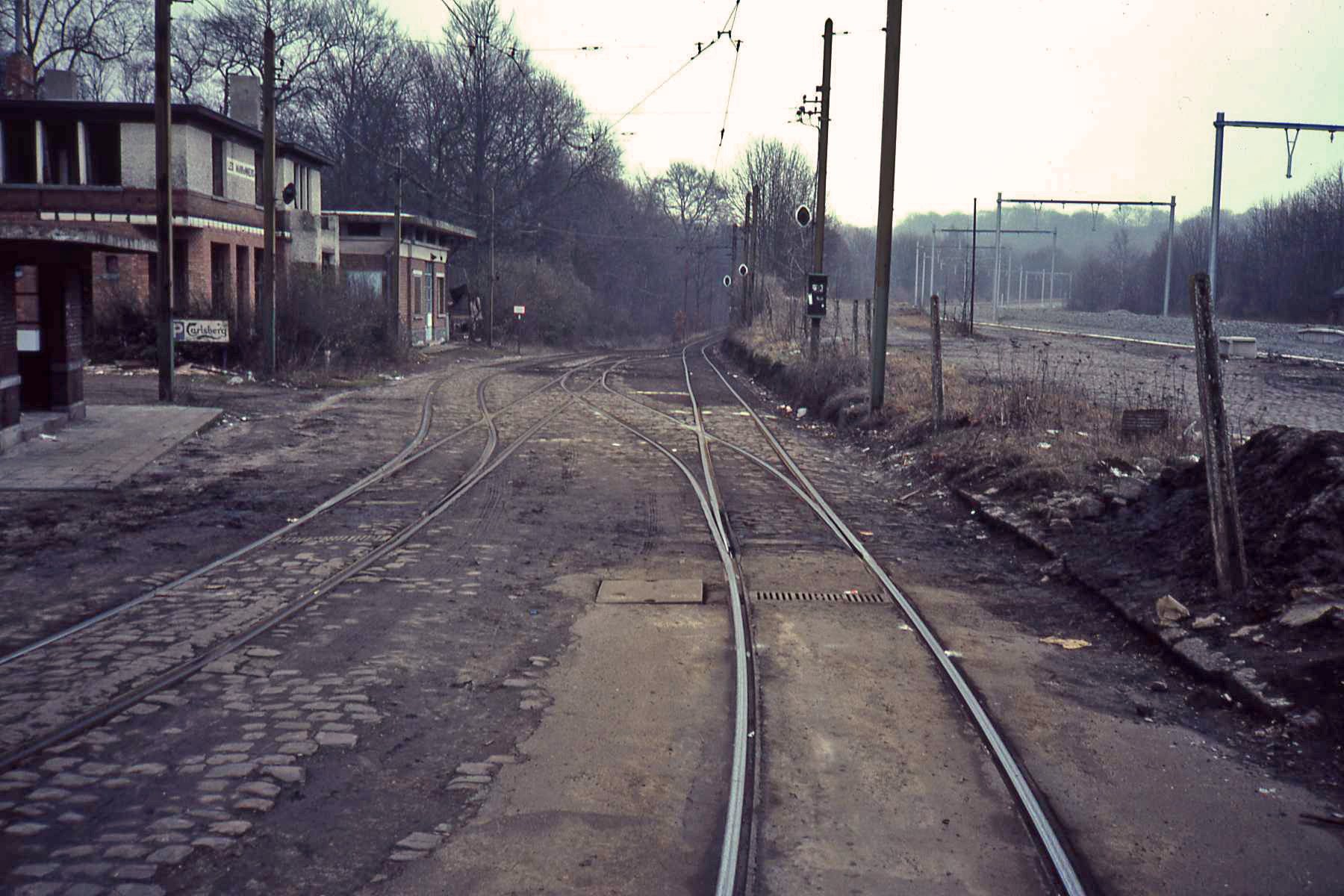
Splitsing van de lijn 30 en 80 in Mariemont. Lijn 80 blijft langs het spoor rijden, terwijl lijn 30 naar beneden gaat en met een tunnel de spoorweg kruist. Lange tijd was er nog een stuk spoor te zien. Tegenwoordig zijn beide lijnen fietspad, gezien in de richting van de foto.

- 80 Maurage (place) – Station Thieu – Strépy – Bracquegnies (Sainte-Anne, station) – Houdeng-Aimeries – Houdeng-Gœgnies – La Louvière (stelplaats, station, Jolimont, Joliment bifurcation) – Morlanwelz (Mariemont, Station) – Chapelle-lez-Herlaimont – Trazegnies – Courcelles – Roux – (Marchienne-au-Pont – *** – Charleroi). Voor de route zie route tramlijn 80. Tramlijn 82 reed dezelfde route en ging door tot Bergen. Voor de beschrijving van dat trajectdeel zie het hoofdstuk Borinage. De exploitatiegrens met de Charleroi groep was vanaf 1933 in Mariemont, wanneer de tramlijn 80 is ontstaan, met de opening van de verbinding Trazegnies - Courcelles - Marchiennes-au-Pont. Eerder was er alleen een verbinding vanaf Trazegnies naar Fontaine-l'Éveque langs Souvret, die dan deel uitmaakte van de Centre groep. Deze tramverbindingen zijn later overgenomen door de Charleroi groep en worden daarom in het Charleroi hoofdstuk beschreven. Ondanks vernieuwing is lijn 80 in 1988 opgeheven. Een periode reden lijn 87 en 89 ook deels deze route.
- 34 Carnières – **lijn 30** – Morlanwelz – Hayettes – La Louvière – **lijn 80** – Houdeng-Gœgnies (rue Hautart, pont du Sart) – Le Rœulx. Opgeheven in 1959. In Rœulx was er geen aansluiting op de lijn naar Chastre. route tramlijn 34
- 32 Station Manage – Fayt-lez-Manage – La Louvière (Joliment bifurcation, **lijn 80**, Jolimont, Houssu, **lijn 30**, spoorstation, Le hocquet) – La Croyère – Bois-d'Haine – Familleureux. Opgeheven in 1972. Lijn 39 reed dezelfde route van Manage tot La Croyère, behalve tussen Jolimont en het spoorstation, waar die de kortere lijn 80 route nam. route tramlijn 32
- 33/35 Beide lijnen reden grotendeels dezelfde route als lijn 32, maar door het gebruik van een korte verbindingslijn tussen La Croyère en Fayt-lez-Manage was een ringlijn exploitatie mogelijk. Beide lijnen reden van station Manage tot Fayt-lez-Manage, waarna lijn 35 de verbindingslijn nam en daarna de lijn 32 richting La Louvière om uiteindelijk terug in Manage te komen. Lijn 33 reed hetzelfde traject in de omgekeerde richting. Allemaal opgeheven in 1972.
- 37 (La Louvière – **lijn 36** – St-Vaast - Bifurcation) – Bois-du-Luc – Station Bracquegnies. Opgeheven in 1962. route tramlijn 37

### Ontwikkeling van de Centre lijnen voor de Eerste Wereldoorlog
Het stadsnet in La Louvière is al zes jaar na de oprichting van buurtspoorwegen geopend en daarna stelselmatig uitgebreid. Dit tramnet was de tweede plaats in België waar de buurtspoorwegen de tramlijnen elektrificeerden. De exploitatie van het stadsnet werd uitgevoerd door de pachter "SA des Chemins de Fer Vicinaux du Centre" (CFVC) tot in 1922, wanneer de buurtspoorwegen de lijnen zelf ging exploiteren. Deze maatschappij had een stelplaats in La Louvière.
Op 20 oktober 1891 werden twee elkaar kruisende lijnen in La Louvière geopend met stoomtrams:
- Morlanwelz (place, Mariemont) – La Louvière (Joliment bifurcation, Jolimont, spoorstation Centre) – Houdeng-Gœgnies – Houdeng-Aimeries (place)
- Manage (overweg) – Fayt-lez-Manage – La Louvière (Joliment bifurcation, Jolimont, Houssu) (Houssu is dicht bij het station Haine-Saint-Pierre) (lijn 32)

Op 11 juni 1895 werd een verlenging geopend van Houdeng-Aimeries naar het station van Bracquegnies. Dit stadstramnet werd in zijn geheel geëlektrificeerd op 7 december 1898. Verdere uitbreidingen van het elektrische tramnet waren:
- 14-12-1898: Houdeng (rue Hautart - pont du Sart) (lijn 34)
- 24-02-1906: Houdeng (pont du Sart) – Rœulx (Centre) (lijn 34)
- 06-10-1911: Rœulx (Centre) – Rœulx (Gare) (lijn 34)
- 26-05-1900: Morlanwelz (place) – Carnières (place) (lijn 30)
- 28-06-1903: Mariemont (Gare) – Chapelle-lez-Herlaimont (lijn 80)
- 30-03-1907: La Louvière (Houssu – Drapeau Blanc) (lijn 32) (Blanc is de aansluiting op lijn 80)
- 14-08-1907: La Louvière (Drapeau Blanc) – La Croyère (overweg) (lijn 32)
- 22-02-1908: La Croyère (overweg) – Pont Thiriau (lijn 32)
- 25-04-1908: Pont Thiriau – Bois d'Haine (lijn 32)
- 13-03-1910: Bois d'Haine – Familleureux (station) (lijn 32)
- 01-12-1910: Pont Thiriau – Fayt (verbindingslijn 33/35)

Op 22 oktober 1907 werd het "Centre" tramnet aangesloten op het tramnet van de Borinage door de stoomtramlijn langs Casteau. Deze stoomtram was uitgebaat door de pachter "SA des CFV Montois", (CFVM). De elektrische stadstramlijn werd verlengd van Bracquegnies station naar Bracquegnies Sainte-Anne. Vandaar was tegelijk een stoomtramlijn geopend tot Le Rœulx. Deze plaats was bereikt vanuit Casteau door eerdere stoomtram verlengingen:
- 23-02-1906: Casteau (Centrum) – Thieusies (Casteau had al een stoomtramverbinding naar Bergen vanaf 1889)
- 28-11-1906: Thieusies – Le Rœulx

Ondertussen waren er meer landelijke lijnen geopend en uitgebaat door de pachter "SA pour l'Exploitation de la ligne Vicinale de Binche - Bracquegnies et Extentions" (BB) met een stelplaats in Trivières. Deze lijnen waren in de begintijd hoofdzakelijk gericht op het goederenvervoer. Eerst met stoomtractie en daarna elektrisch:
- 21-05-1903: Binche (gare, Poste) – **lijn 36** – Saint-Vaast (splitsing) – **lijn 37** – Station Bracquegnies. (Lijndeel 36 op 22-05-1911 geëlektrificeerd en lijndeel 37 op 08-03-1913)
- 16-05-1907: Saint-Vaast (splitsing) – La Louvière (rue de Bouvy, aansluiting op lijn 80) (lijn 36) (elektrisch op 22-05-1911)
- 18-05-1912: Binche (rue de Merbes) – Merbes-le-Château (lijn 450)
- 03-03-1914: Merbes-le-Château – Solre-sur-Sambre – Bersillies / Solre-sur-Sambre – Montignies (lijn 450)

Op 10 augustus 1909 kwam er een tweede verbinding met het tramnet van de Borinage langs Estinnes-au-Mont uitgebaat door de pachter BB. Vanaf Péronnes op de lijn 36 werd een stoomtramlijn in stappen geopend naar Estinnes:
- 01-09-1908: Péronnes – Bray – Estinnes-au-Val (lijn 38)
- 01-08-1909: Estinnes-au-Val – Estinnes-au-Mont (lijn 38)
- 10-08-1909: De aansluitende Borinage lijn Havay – Givry – Estinnes werd geopend (zie lijn 395)

De volgende uitbreiding was een grote elektrische ringlijn in het Oosten van de streek. Deze verbond Chapelle-lez-Herlaimont met Carnières langs Trazegnies, Souvret, Fontaine-l'Evêque en Anderlues. Een groot deel van het oorspronkelijk traject is later overgenomen door de NMVB groep Charleroi lijnen die verderop beschreven zijn. De lijn werd geopend in de volgende stappen:
- 08-08-1908: Chapelle-lez-Herlaimont – Trazegnies (écoles, Gare) (lijn 80)(lijn 42)
- 01-10-1910: Carnières (place) – Anderleus (Gare) (lijn 30)
- 01-11-1910: Anderlues (Jonction) – Fontaine-l'Evêque (rue de Leernes, Gare) (lijn 42)(lijn 63)
- 06-12-1910: Trazegnies (Gare) – Souvret (Forrières) – Fontaine-l'Evêque (Gare) (lijn 42)(lijn 63)
- 10-05-1911: Anderleus (Gare) – Anderlues (Jonction) (lijn 30)

In de exploitatie vertrok de streektram ringlijn vanaf Mariemont in aansluiting op de stadslijn uit La Louvière en eindigde bij Carnières op dezelfde stadslijn.
Aansluitend op deze ringlijn werd net voor de Eerste Wereldoorlog de lijn Anderlues – Lobbes aangelegd.
- 11-04-1914: Anderlues (Jonction) – Lobbes (pont du Nord) (lijn 92)

Pas na de Eerste Wereldoorlog zijn er tramverbindingen gekomen met het tramnet van Charleroi en werden de Centre tramlijnen met de Charleroi en Borinage tramnetten geïntegreerd.

## Groep Charleroi

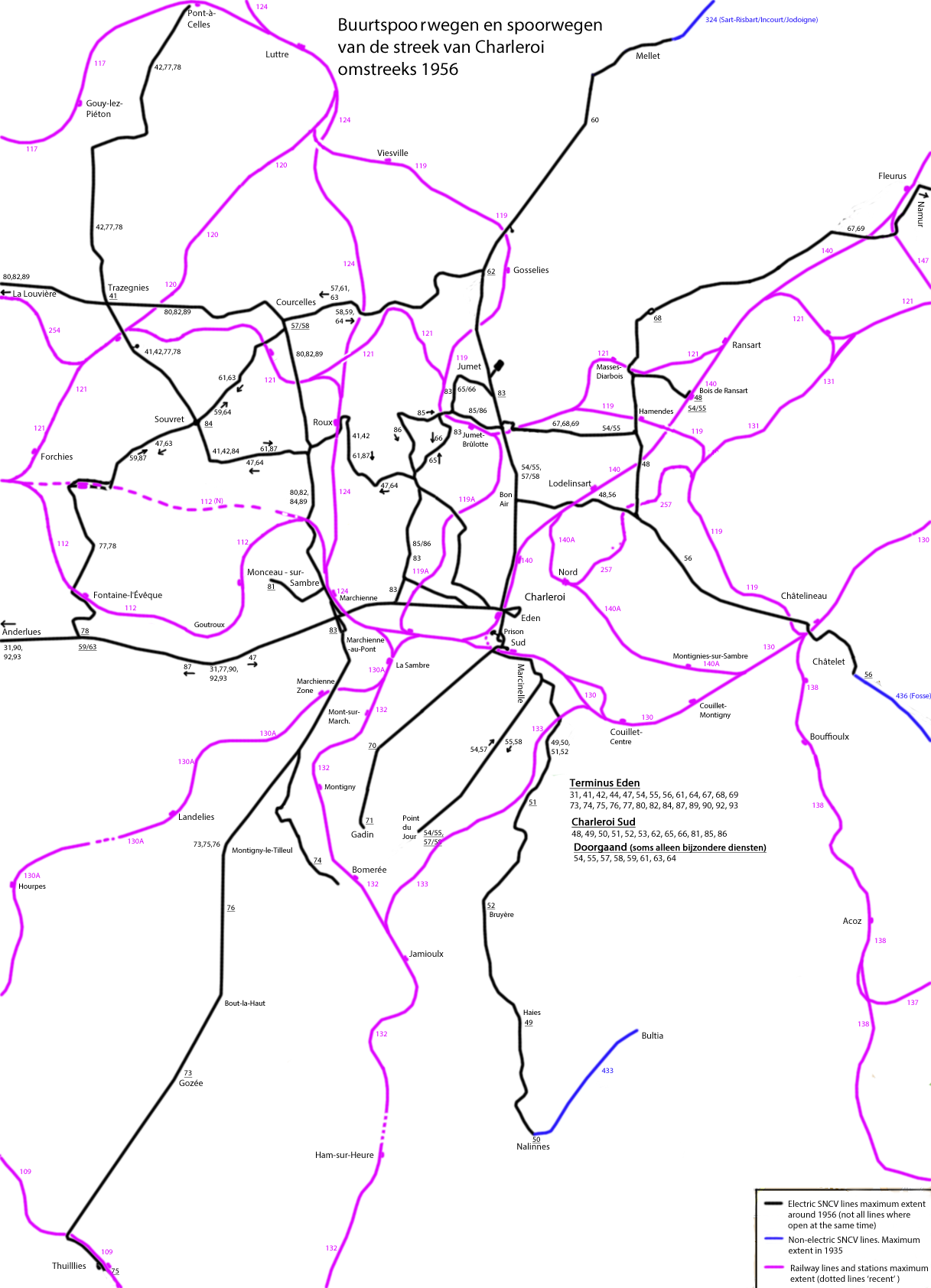
Buurtspoorwegen rond Charleroi rond 1956.

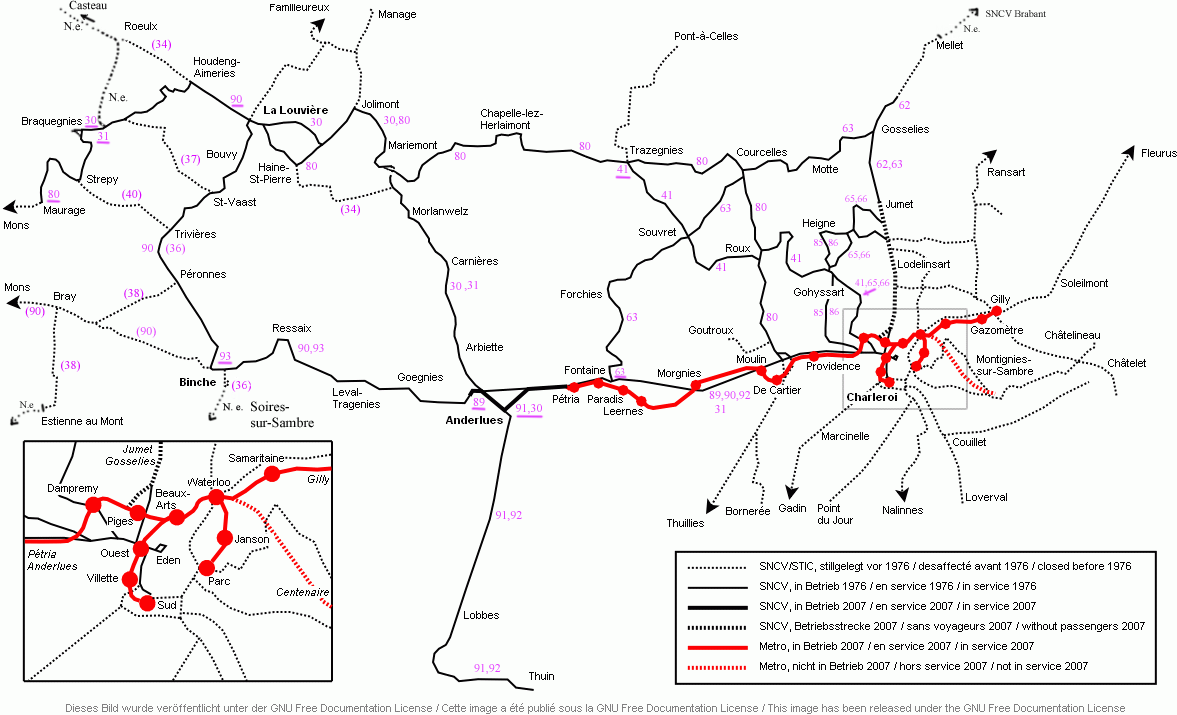
Buurtspoorwegen rond Charleroi en La Louvière tussen 1976 en 2007.

### West
Lijnennet en lijnnummers van 1956. (behalve lijn 83 die in 1955 is opgeheven). Deze lijnnummers zijn gebruikt tot het einde van de betrokken trajecten. Voor de eenvoud wordt elk spoortraject beschreven onder één lijnnummer.
In 1961 waren er in en om Charleroi nog 38 lijnnummers in gebruik, alleen al voor NMVB-tramlijnen.
- 80 (Charleroi (Eden, Viaduct, Damprémy) – Marchienne-au-Pont) – Monceau-sur-Sambre – Roux – Courcelles (Trieux) – Trazegnies – Chapelle-lez-Herlaimont – Morlanwelz – (Mariemont – **Centre groep exploitatie** – Maurage). Tramlijn 82 reed langs dezelfde route nog verder naar Bergen. Bij het opheffen van de tramlijn langs Roux in 1984 is de tramlijn omgelegd langs Gosselies.(route lijn 63) Ondanks gedeeltelijke vernieuwing is lijn 80 opgeheven in 1988. In Chapelle-lez-Herlaimont is nog een stukje straatspoor van lijn 80 te zien. Lijn 87 en 89 hebben in perioden ook een deel van deze route gereden.[8]
- 90 Charleroi (Eden, Viaduct, Damprémy) – Marchienne-au-Pont) – Morgnies – Fontaine-l'Evêque – Anderlues – **zie centre groep** – Binche – Bergen (later La Louvière) De exploitatie werd uitgevoerd door de Centre groep en vanaf Marchienne-au-Pont reed de tram op het tramnet van de Charleroi groep. In 1993 is de exploitatie tot Anderlues overgenomen door de Charleroi groep. Anderlues - La Louviere werd opgeheven. Van Fontaine-l'Evêque tot Charleroi is de oorspronkelijke lijn vervangen door de eigen baan van de Métro léger de Charleroi.
- 63 (Charleroi (Sud) – **lijn 60** – Gosselies) – Courcelles (Motte, Trieux, Centre) – Souvret (Forrières) – Forchies-la-Marche – Fontaine-l'Evêque (station, rue de Leernes). Deze route is pas op 15 oktober 1952 volledig in dienst. In Forchies is de lijn in 1983 verlegd in verband met het nieuwe tracé van de spoorlijn en bediende de tram het nieuwe station. De lijn is in 1986 opgeheven.
- 42 Charleroi (Eden) – Dampremy (rue de Heigne) – Jumet (Gohissart) – Roux (kanaal, Plomcot/Marais) – Souvret (Forrières) – Trazegnies (Station, Ecoles) – Gouy-lez-Piéton (Place, Chensée) – Pont-à-Celles (Moulin, rue de Courcelles). Deze route is pas op 1 juni 1956 volledig in dienst. Tussen Pont-à-Celles en Trazegnies verdwenen de tramlijnen reeds 11 jaar later.

Tramlijn 41, 42, 47, 59, 63, 77, 78 en 87 gebruikten een deel van de oude Centre tramlijn La Louvière – Trazegnies – Souvret – Fontaine-l'Evêque – Anderlues die al op 6 december 1910 geopend werd. Door vanaf Souvret lijnen aan te leggen naar respectievelijk Courcelles / Gosselies en Roux / Charleroi ontstonden nieuwe verbindingen. Voor de routes zie routes tramlijn 63 en 41. Bij het kruispunt van Souvret waren er aansluitbogen in alle richtingen behalve voor Trazegnies – Souvret – Courcelles.
- 60 Charleroi (Sud, Prison, Viaduct) – Lodelinsart (Bon Air, St.Antoine) – Jumet (Chaussée de Gilly, Carosse) – Gosselies (Calvaire, stelplaats)Dit traject is heraangelegd tussen Charleroi en Gosselies Feauburg en wordt als lijn M3 door de TEC geëxploiteerd. – Mellet(aansluiting op de Brabantse lijn 324 naar Geldenaken route Tilly Mellet[9] Lijn 60 werd voor 1961 opgeheven.
- 81 Charleroi - Marchienne-au-Pont - Monceau-sur-Sambre (rue du Calvaire) - Goutroux. Opgeheven in 1967.
- 83 Gohissart - La Docherie - Marchienne-au-Pont. Opgeheven in 1955.
- 85/86 Luslijn: Charleroi (Sud, viaduct, Route de Mons, Route Latéral) - La Docherie (rue du Port, rue Jules Jaumet, rue Léon Dubois, rue Pierre Bauwens) - Gohissart (place, rue Cesar de Paepe) - Heigne (rue de la Madeleine, Place) - Jumet (rue Maximilien Wattelar, rue Louis Biernaux, rue de la Station) - **lijn 60** - Charleroi (Sud). Tramlijn 86 reed in de andere richting (tegenwijzerzin).
- 65/66 Luslijn: Charleroi - **lijn 42** - Gohissart - La Coupe (rue Joseph Wauters, rue d'Alliance) - Jumet (rue Maximilien Wattelar, rue Saint-Ghislain, rue Auguste Frison) - **lijn 60** - Charleroi (Sud). Tramlijn 66 reed in de andere richting (tegenwijzerzin).

Daarnaast reden er nog talrijke andere tramlijnen, die korttrajecten waren, of combinaties van deeltrajecten van de bovenstaande lijnen. Sommige van die lijnen reden maar zelden of werden gebruikt voor bijzondere ritten.
- 41: Korttraject van lijn 42 tot Trazegnies. Later werd 42 opgeheven en bleef 41 over. De laatste 2 jaar hebben er zelfs nieuwe BN-trams op gereden, hoewel dat niet gepland was en de baan daarom nog aangepast werd. Het traject was toen echter nog maar twee kilometer lang.[10]
- 62: Korttraject van lijn 60 tot Gosselies. De voorlopig laatste tram tussen Charleroi en Gosselies reed in 1988.
- 89: Korttraject van lijn 90 tot Anderlues, vroeger ook tot Binche. Maar er is ook een lijn 89 geweest die grotendeels lijn 80 volgde.
- 84: Zelfde traject als lijn 80 tot Roux en dan lijn 42 tot Souvret.
- 47/87: Deze twee lijnen reden een lus in tegengestelde richtingen. Lijn 47 nam lijn 42 tot Souvret, dan lijn 63 tot Fontaine-l'Evêque om dan via de route van lijn 90 terug te keren naar Charleroi Eden. Lijn 87 reed in de andere richting. Er is echter ook een lijn 87 geweest die een deel van lijn 80 volgde.
- 61/64: Deze twee lijnen reden een lus in tegengestelde richtingen. Route lijn 61: Charleroi Souvret via lijn 63 en dan terug via lijn 42 naar Charleroi. Lijn 64 is in de andere richting. Beide lijnen reden tot 1968 van/naar Marcinelle in plaats van Charleroi Sud.
- 57/58: Kort-traject van lijn 63 die aan de zuidkant doorreed naar Marcinelle. 57 was in de richting Courcelles en 58 in de richting Marcinelle.
- 59/63: De boven beschreven lijn 63 was vroeger opgesplitst in twee lijnen per richting. 63 in de richting van Fontaine en 59 in de richting van Marcinelle.
- 77/78: 77 reed van Charleroi tot Fontaine via lijn 90, daarna lijn 63 tot Souvret en dan lijn 42 tot Pont-à-Celles. Lijn 78 reed dezelfde route vanaf Fontaine naar Pont-à-Celles. Opgeheven in 1967.

Twee tramlijnen die doorreden tot in de Centre streek:
- 31: Lijn 31 van Charleroi tot Jonction in Anderlues en dan lijn 30 tot Bracquegnies. Opgeheven in 1986.
- 92: Lijn 92 van Charleroi tot Jonction in Anderlues en dan lijn 91 tot Thuin. Opgeheven in 1983; nu deels museumtramlijn.

### Zuid

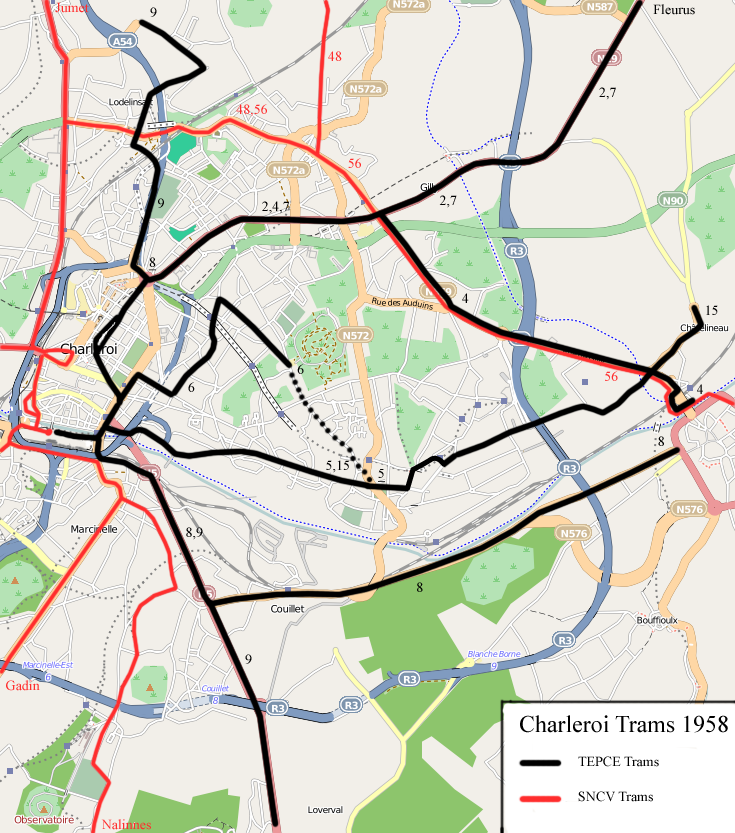
Buurtspoorwegen en TEPCE lijnen in het oosten van Charleroi.

- 75 Charleroi (Eden, Viaduct, Damprémy) – Marchienne-au-Pont (Station, kanaal) – Montigny-le-Tilleul (Chapelle, Eden Parc) – Bois du Prince – Bout-là-Haut – Gozée (kerk) – Thuillies (brug, station). Vanaf de brug over het spoor was er in Thuillies een elektrische aansluiting langs de hoofdweg (600 meter) naar de Losseau suikerfabriek. Lijn 73 was een korttraject dienst tot Gozée (kerk). Tussen Gozée en Thuillies was er een goederenaansluiting van een kilometer naar "Ferme de Marbisoeul" in het zuidoosten.[11]
- 74 Charleroi (Eden) – **route lijn 75** – Montigny-le-Tilleul (Chapelle, Foyer) – Bomerée (Petit Lac, route de Beaumont). Deze lijn werd tot geopend tot Montigny-le-Tilleul (Foyer) op 3 juni 1887 en was daarmee een van de eerste twee lijnen in de Charleroi streek. Lijn 75 is in 1895 geopend en de verbinding vanaf Marchienne-au-Pont naar Fontaine (lijn 90) is pas in 1929 geopend.
- 71 Charleroi (Sud) – Marcinelle (Villette) – Mont-sur-Marchienne (Place, Gadin). Opgeheven in 1957. Kort-traject lijn 70 reed tot 1959.

Lijn 73 t/m 76 werden in 1968 opgeheven.
- 53 Charleroi (Sud) – Marcinelle (Villette, rue Allart, centre, Vieille place, Ferme Bal) – Mont-sur-Marchienne (Point du Jour). Op deze lijn reden veel tramlijnen door naar het westelijk tramnet (zie hoofdstuk West).
- 50 Charleroi (Sud) – Marcinelle (Villette, rue Allart, centre, Haies) – Bruyère – Nalinnes (Haies, centre). De tramlijn van Nalinnes Centre tot Nalines Bultia is nooit geëlektrificeerd en is op 20 april 1935 opgeheven. Er waren drie korttraject diensten: 51 tot Marcinelle (Haies); 52 tot La Bruyère; 49 tot Nalinne (Haies).

Tramlijn 49, 50, 53, 54, 55, 57, 58, 59, 61, 63 en 64 werden tussen 1962 en 1968 opgeheven of ingekort. (Reden niet meer tussen Charleroi-sud en het zuiden)

### Oost
- 67 Charleroi (Eden) – **lijn 60** – Jumet (Chaussée de Gilly, Hamendes) – Ransart (Masses Diarbois, Place) – Heppignies – Wangenies – Fleurus (Rabots) – Velaine-sur-Sambre – Onoz – **Groep Namen lijn 9** – Namen. De Charleroi Namen verbinding is pas laat ontstaan. Er bestond al langer een rechtstreekse tramverbinding tussen Fleurus en Charleroi met de stadstramlijn 7 van de TEPCE en deze sloot aan op de niet elektrische buurtspoorlijn Fleurus Namen. Pas in 1951 werd de NMVB stadslijn vanaf Ransart place successievelijk verlengd naar Heppignies (1951) en Wangenies (1952). In 1953 werd de lijn verlengd naar Fleurus (Rabots) en de bestaande tramlijn van Fleurus naar Onoz geëlektrificeerd. Met deze aanpassing is in Fleurus het spoor van Rabot naar het spoorstation opgeheven. De lijn van Onoz naar Namen was al in 1937 geëlektrificeerd. De doorgaande tramdienst heeft echter maar kort gereden, daar Namen ondertussen zijn tramnet al grotendeels had opgeheven en geen trams meer in de stad wilde. Vanaf 7 februari 1955 was de lijn ingeperkt tot Saint-Servais, een voorstad van Namen, en kon het spoorstation van Namen al niet meer bereikt worden. De NMVB groep Henegouwen moest zelf een mobiel stroomverdeelstation inzetten om de lijn van stroom te voorzien, daar er geen elektrische trams meer in Namen reden en de Namen groep niet bereid was de stroomvoorziening te handhaven voor één tram per uur. Op 31 december 1958 werd de hele lijn van Namen naar Onoz opgeheven. De lokale dienst Charleroi (Eden) – Ransart (Place) reed onder het lijnnummer 68. In 1963 zijn beide opgeheven.
- 56 Charleroi (Eden) – **lijn 60** – Lodelinsart (Bon Air) – Gilly (Haies, Quatre Bras) – Châtelineau – Châtelet (Gare, St. Roche). Van Quatre Bras tot Châtelet werden de sporen gezamenlijk gebruikt met de stadstrams van de TEPCE. In 1967 opgeheven.
- 436 Châtelet (place St. Roche) – Presles – Sart-Eustache – Le Roux – Vitrival – Fosses (station). Deze niet-elektrische tramlijn sloot in Châtelet aan op de elektrische tramlijn 56.
- 48 Charleroi (Sud) – **lijn 56** – Gilly (Haies) – Jumet (Hamendes) – **lijn 67** – Ransart (Masses Diarbois, station Bois-Noël). Deze lijn werd ook gebruikt door de lijnen 54 (naar Marcinelle) en 55 (naar Ransart) die doorreden aan de Zuidkant naar Marcinelle (Point du Jour). Vanaf 1961 werden deze lijnen ingekort tot Charleroi Sud en reed alleen lijn 48.

### Geschiedenis tram binnenstad
Op 3 juni 1887 werden door de buurtspoorwegen in Charleroi drie tramlijnen met stoomtractie geopend. Dit zijn:
- Charleroi (Prison, viaduct) en de route van tramlijn 74 tot Montigny-le-Tilleul (Chapelle-Foyer)
- Charleroi (Prison, viaduct) en de route van tramlijn 60 tot Lodelinsart (St. Antoine)
- Charleroi (Sud) en de route van tramlijn 71 tot Mont-sur-Marchienne (Gadin)

De terminus van "Prison" was gelegen ter hoogte van huidige "place des Tramways". Daar was ook de grote stelplaats van Charleroi. Dit was verbonden met het "viaduct" (over de spoorweg) door middel van de "Rue du Grand Central". Vanaf het viaduct splitsten de lijnen zich. Op 30 mei 1901 is gelijk met de eerste elektrificatie een nieuw terminus aangelegd in "Boulevard Janson" in de centrum van de stad. De nieuwe terminus werd vanaf het viaduct bereikt via de "rue de Turenne" en "Boulevard Jacques Bertrand" (huidige straatnamen). In 1949 is de terminus Janson vervangen door een nieuwe terminus "Eden" gelegen aan de "Boulevard Jacques Bertrand" tussen de "Avenue des Alliés" en de "rue de Turenne". De trams reden naar de terminus langs de "Avenue des Alliés" en keerden terug langs de "rue de Turenne".
Het eindpunt van Charleroi Sud bevond zich op het voorplein van het gelijknamige spoorstation. De twee terminussen, Prison en Sud, werden pas in december 1938 met elkaar verbonden. Tegelijk was er een keerlus aangelegd bij Charleroi Sud. Vanaf dat moment waren er doorgaande diensten tussen het zuidelijke tramnet en de rest van het NMVB-tramnet en keerden veel Noordelijke tramdiensten in Charleroi-Sud. Technisch waren de twee NMVB-tramnetten voordien met elkaar verbonden door het metersporige tramnet van de TEPCE die in Charleroi Sud eveneens een terminus had.
Met het opheffen van het zuidelijk NMVB tramnet in 1968 is een keerlus aangelegd bij het eindpunt Prison omdat de trams niet meer konden doorrijden naar Charleroi Sud, een terminus die tramloos was geworden. Deze keerlus liep om de gevangenis heen (nu gesloopt) en langs het kanaal.
In 1976 werd de eerste "Métro léger" geopend tussen Charleroi Sud en het Viaduct. Hierdoor konden trams weer naar Charleroi Sud rijden en kon het eindpunt "Prison" gesloten worden voor reizigers. De sporen bleven echter in dienst tot de sluiting van stelplaats in 1986. Ten slotte werd bij de opening op 29 mei 1983 van de keerlus in het Métro Léger station Beaux-Arts, de terminus Eden overbodig en opgeheven. Sindsdien rijden er geen trams meer in de straten van Charleroi, maar alleen op Métro léger trajecten.

## Stelplaatsen

### Doornik & omgeving
- Doornik
- Flobecq, Frasnes-lez-Buissenal
- Mainvault
- Pecq

### Borinage en Bergen
- Bergen, Boussu
- Casteau (busstelplaats waar ook oude NMVB bussen worden bewaard voor de vereniging patrimoine Bus & Car)[15]
- Erquennes, Eugies (nu busstelplaats)
- Graty
- Quaregnon, Quévaucamps, Quévy
- Roisin
- Saint-Ghislain, Soignies
- Wasmes

### Centre
- Anderlues (in bedrijf)
- La Louvière (nu busstelplaats)
- Solre-sur-Sambre (nu busstelplaats)
- Trazegnies, Trivières (nu woning en bedrijfsterrein) (met nog wat rails)

### Charleroi & omgeving
- Charleroi (Place des Tramways) (afgebroken nu hoofdkantoor TEC Charleroi en parkeerplaats), Chatelêt
- Fosses-la-Ville (provincie Namen)
- Gosselies (stationsgebouw gerestaureerd en wordt weer in gebruik genomen als TEC-kantoor bij het eindpunt van de nieuwe M3 tramlijn. De oude loods is afgebroken, daar deze op het traject van een nieuw tramtracé stond. Er was een spooraansluiting naar het treinstation Gosselies.
- Jumet (in bedrijf)
- Nalines
- Thuillies[16]

## NMVB in de andere provincies
- Antwerpen: Buurtspoorwegen van de provincie Antwerpen
- Brabant: Buurtspoorwegen van de provincie Brabant
- Oost-Vlaanderen: Buurtspoorwegen van de provincie Oost-Vlaanderen
- West-Vlaanderen: Buurtspoorwegen van de provincie West-Vlaanderen
- Limburg: Buurtspoorwegen van de provincie Limburg
- Luxemburg: Buurtspoorwegen van de provincie Luxemburg
- Namen: Buurtspoorwegen van de provincie Namen
- Luik: Buurtspoorwegen van de provincie Luik